# Étienne-Louis Boullée

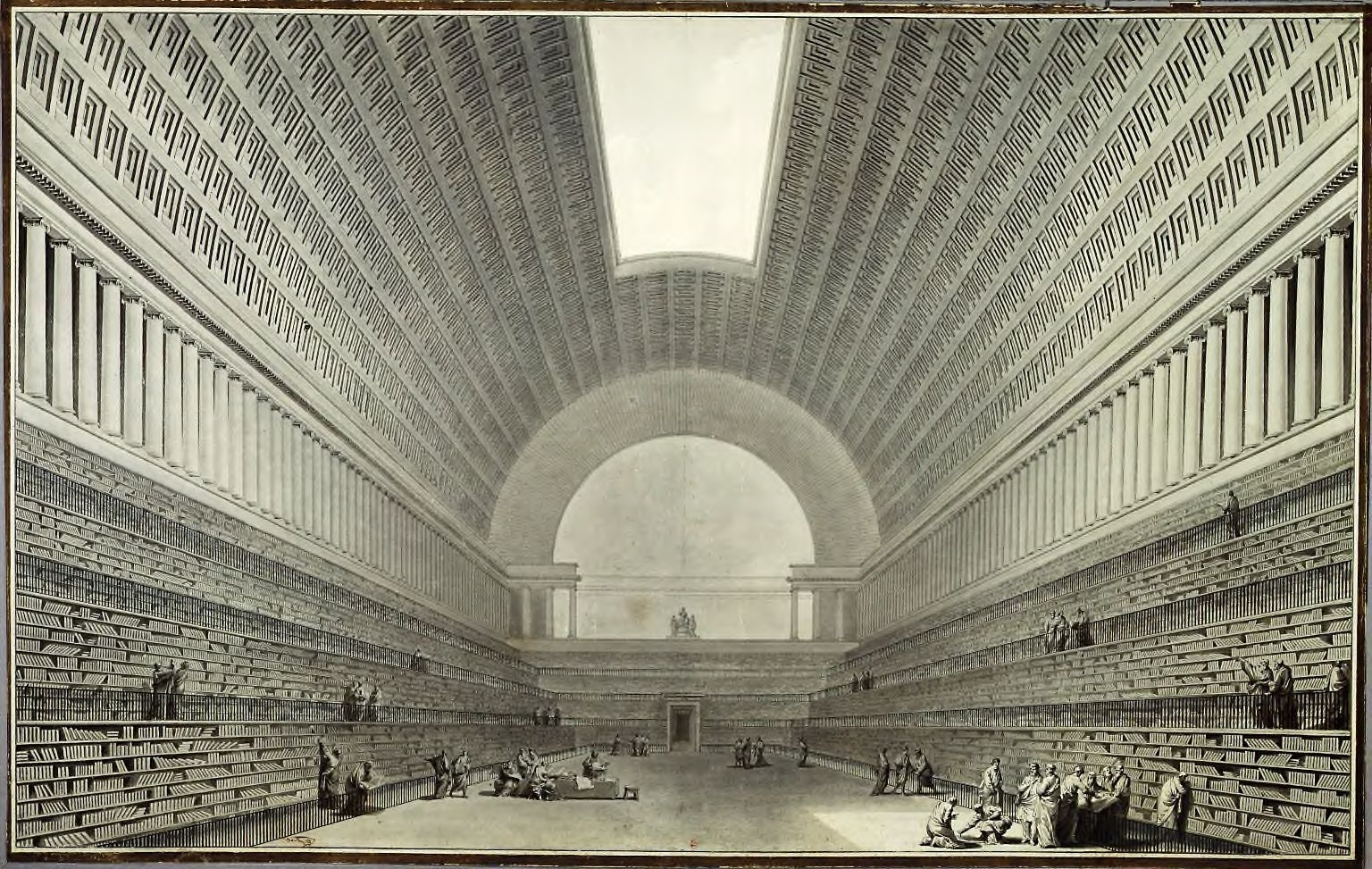
Boullée, Druhý projekt královské knihovny (1785)

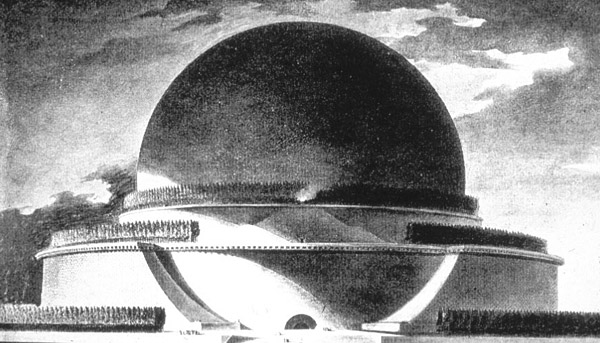
Boullée, Newtonův kenotaf (1784)

Étienne-Louis Boullée (12. února 1728 Paříž – 4. února 1799 tamtéž) byl francouzský neoklasický architekt, jenž svými vizionářskými pracemi výrazně ovlivnil dobovou architekturu. Jeho učiteli byli Jacques-François Blondel, Germain Boffrand a Jean-Laurent Le Geay. Největší vliv měl jako učitel a teoretik na škole École nationale des ponts et chaussées v letech 1778 až 1788, kde vytvořil svérázný geometrický styl inspirovaný klasickými formami; byl charakteristický oproštěností od ozdob, obřími geometrickými tvary a opakováním prvků jako sloupů ve velkých počtech. Slavný je jeho návrh kenotafu Isaaka Newtona, který se 50 let po své smrti stal symbolem osvícenství. Budova ve tvaru obří sféry měla být se svými 150 metry vyšší než pyramidy v Gíze; Newtonův hrob měl být na „jižním pólu“ koule a promyšlené osvětlení mělo vytvářet ve dne i v noci zajímavé vizuální efekty. Třebaže kenotaf nebyl nikdy postaven, jeho plány a náčrty široce kolovaly v kruzích architektů.